# فين ستوكرز
فين ستوكرز (بالهولندية: Finn Stokkers)‏ (18 أبريل 1996 بباريندريخت في هولندا - ) هو لاعب كرة قدم هولندي في مركز الهجوم. لعب مع سبارتا روتردام وفورتونا سيتارد.

## روابط خارجية
- فين ستوكرز على موقع قاعدة بيانات كرة القدم.إي يو (الإنجليزية)
- فين ستوكرز على موقع Soccerway.com (الإنجليزية)
- فين ستوكرز على موقع عالم كرة القدم.نت (الإنجليزية)